# ALL NIGHT LONG
《ALL NIGHT LONG》為日本團體EXILE（放浪兄弟）的第39張單曲。2012年6月20日於日本發行。

## 解說
與前作《獻給你/Ooo Baby》相隔約7個月發售的單曲。連續2個月發售的第1彈。在2012年5月5日播放的TOKYO FM《EXILE EX-PRESS》解禁音源。
分為「CD+DVD」、「只有CD」2種形式發售，封面照片各有不同。

## 發行版本
- CD
- CD+DVD

## 收錄曲目

### CD
1. ALL NIGHT LONG  [4:26]
  - 作詞：ATSUSHI、作曲：SIRIUS, TESUNG Kim, ANDREW Choi
  - GREE《聖戦ケルベロス》CM歌曲
2. ALL NIGHT LONG （Instrumental）

### DVD
1. ALL NIGHT LONG （Video Clip）

## 備註
1. 1 2  . Oricon. 2012  [2013-01-22]. （原始内容存档于2013-01-23） （日语）.

## 外部連結
- EXILE NEW SINGLE！發售決定！！
- 單曲「ALL NIGHT LONG」特別網站
- EXILE「ALL NIGHT LONG」預告映像（页面存档备份，存于） - Youtube
- EXILE「ALL NIGHT LONG ~Short Version~」音樂影片（页面存档备份，存于） - Youtube